# حاجی‌غایب
حاجی‌غایب (به ترکی آذربایجانی: Hacıqaib) یک منطقه مسکونی در جمهوری آذربایجان است که در شهرستان قوبا واقع شده‌است. حاجی‌غایب ۱۳۱۰ نفر جمعیت دارد. دهیاری حاجی‌غایب شامل روستاهای حاجی‌غایب و میرزاقاسم است.